# Begrænset Hartree-Fock
Begrænset Hartree-Fock (engelsk: Restricted Hartree-Fock, RHF) er en variant af Hartree-Fock-approksimationen, hvor det antages, at elektroner med forskelligt spin eksisterer i de samme rumlige orbitaler.

## Orbitalerne
I Hartree-Fock-metoden approksimeres bølgefunktionen for et system af {\displaystyle N} elektroner med en Slater-determinant af {\displaystyle N} spinorbitaler:
{\displaystyle \Psi (x_{1},x_{2},...,x_{N})\approx \left|\chi _{i}\chi _{j}\dots \chi _{k}\right\rangle }
hvor hver spinorbital {\displaystyle \chi _{i}(x_{1})} kan skrives som produktet af en rumlig orbital {\displaystyle \psi _{i}({\vec {r}}_{1})} og en spin-funktion {\displaystyle \alpha (\omega _{1})} eller {\displaystyle \beta (\omega _{1})}:
{\displaystyle \chi _{i}(x_{1})=\left\{{\begin{matrix}\psi _{i}({\vec {r}}_{1})\alpha (\omega _{1})\\\psi _{i}({\vec {r}}_{1})\beta (\omega _{1})\end{matrix}}\right.}
I RHF har hver rumlig orbital både en {\displaystyle \alpha }- og en {\displaystyle \beta }-elektron, hvorfor der kun er brug for {\displaystyle {\tfrac {N}{2}}} rumlige orbitaler.